# Лайдапов, Цыбикжап-Намжил
Панди́то Хамбо́-ла́ма XIII Цыбикжа́п-Намжи́л Лайда́пов (1847—1919) — бурятский религиозный деятель, глава буддистов Восточной Сибири в 1917—1919 годах.

## Биография
Родился в 1847 году в долине реки Иро (правый приток Темника), у северного подножия горы Бурин-Хан, близ современного улуса Ташир Селенгинского района Бурятии. В семилетнем возрасте отдан родителями в банди Тамчинского дацана.
В 1861 году прошёл среднюю ступень и начал обучение в открытой в это время при дацане школе буддийской философии — Чойра. Учителями были VII Пандито Хамбо-лама Галсан-Чойроп Ванчиков, будущий X Пандито Хамбо-лама Лубсан-Дампил Гомбоев, а также габжа-ламы Гуро-Дарма Цыденпилов и Самбу Жалсараев — первые выпускники философского факультета Цугольского дацана.
В 1870-х годах Лайдапов защитил звание гэбшэ и начал преподавать на факультете Чойра в Тамчинском дацане. С 1882 года — штатный лама этого дацана, позже — соржо-лама Цогчен-дугана (ответственный за проведением хуралов соборного храма). В 1898 году вместе с XI Пандито Хамбо-ламой Чойнзоном Иролтуевым освятил Цогчен-дуган Аларского дацана в Иркутской губернии.
В 1904 году военным губернатором Забайкальской области, по представлению Хамбо-ламы Иролтуева, Лайдапов утверждается ширээтэ (настоятелем) Анинского дацана. Во время Русско-японской войны организовал сбор средств для помощи раненным воинам и семьям погибших, за что удостоен медали Красного Креста.
В 1908 году по состоянию здоровья Намжил Лайдапов оставляет должность настоятеля Анинского дацана и становится штатным ламой Санагинского дацана. Через год возвращается в Тамчинский дацан. В 1913 году назначается исполняющим обязанности ширээтэ (настоятеля) Иройского дацана.
Во время Первой мировой войны Лайдапов активно участвует в «Общебурятском комитете по сбору пожертвований на нужды войны», собранные средства которого использовались на содержание госпиталей, лазаретов, пособия семьям солдат. Лама Лайдапов также был почётным членом Ольгинского общества вдов и сирот, находившегося под патронажем императрицы Марии Фёдоровны, куда перечислял личные средства.
В 1915 году, распоряжением военного губернатора Забайкальской области, Лайдапов официально назначается настоятелем Иройского дацана, с вручением диплома. Летом 1917 года на II общебурятском съезде, проходившем в Тамчинском дацане, после прошения об отставке Пандито Хамбо-ламы Д-Д. Итигэлова ширээтэ-лама Цыбикжап-Намжил Лайдапов избирается главой буддистов Сибири, став первым Пандито Хамбо-ламой уже не утверждаемым императорской властью. При новом иерархе было принято новое «Положение о буддийском духовенстве», в Тамчинском дацане возведён дуган в честь Лхамо Рэгжэдмы — Красной Тары. Хамбо-лама призвал верующих собирать средства на учреждение бурятских национальных школ, создание типографий и выпуск учебников. Но ввиду обострившейся ситуации в стране, назревании революционного кризиса, разброда в умах, гражданской войны, встретил непонимание многих представителей ламства и светских властей. Часть духовенства открыто выступила против Лайдапова, выразив неповиновение и саботаж.
В апреле 1919 года после тяжёлой болезни XIII Пандито Хамбо-лама Цыбикжап-Намжил Лайдапов умер.